# Borgward Hansa 2400
La Borgward Hansa 2400 era una autovettura berlina di grandi dimensioni con motore a sei cilindri prodotta dalla casa automobilistica Carl F. W. Borgward GmbH di Brema tra il 1952 e il 1959. La vettura venne presentata inizialmente con la carrozzeria a due volumi, tipo fastback. Nel 1953 si aggiunse il modello a tre volumi. Sembra che questa vettura nei primi anni di produzione disponesse di freni dalla potenza inadeguata e di una qualità costruttiva non esente da difetti che fecero sì che questa vettura, che si inseriva in un settore del mercato automobilistico piccolo ma conteso, venisse superata dai modelli, peraltro esteticamente più comuni, prodotti dalle case automobilistiche della Germania meridionale.

## Produzione
La Hansa 2400 iniziò a venire prodotta nel 1952 come vettura berlina a due volumi di grandi dimensioni con carrozzeria monoscocca in acciaio. Tutte le porte erano incernierate nella loro parte posteriore probabilmente per facilitare l'ingresso e l'uscita degli occupanti.
La pubblicità poneva grande enfasi sulle caratteristiche di lusso che la vettura possedeva quali il sistema di ventilazione con alimentazione separata che permetteva di regolare la ventilazione in maniera differenziata sia i posti anteriori che quelli posteriori. Tra le altre caratteristiche si annoveravano l'accendisigari, i tergicristalli a ritorno automatico, come quelli delle vetture odierne, e i finestrini delle portiere che si aprivano a tutta ampiezza rientrando completamente nella portiera stessa. La ruota di scorta era sistemata in un apposito spazio ricavato sotto il portabagagli. Per utilizzarla poteva essere tolta da questo alloggiamento per mezzo di un portello ricavato dietro ad una sezione del paraurti posteriore senza dover vuotare il vano del portabagagli.

## Il motore
Si ritiene che la vettura dovesse essere in origine venduta con il motore quattro cilindri da 1.758 cm³ di cilindrata ma alla fine con questo motore venne sviluppata la Hansa 1800, una versione più potente della Hansa 1500. Quindi su questo modello venne utilizzato il motore sei cilindri da 2.337 cc di cilindrata che forniva una potenza di 61 kW (82 hp - 83 PS). La velocità massima dichiarata era di 150 km/h. La trasmissione era del tipo sincronizzato a quattro marce. In opzione era disponibile un cambio automatico cosa che rese, secondo alcune fonti, questo modello la prima vettura tedesca disponibile con la trasmissione automatica.

## Cambia il design
Nel 1953 fece la sua comparsa il modello della Hansa 2400 con carrozzeria a tre volumi e passo allungato. Su questa vettura era disponibile una separazione interna che permetteva di usare l'auto con un autista.
Nel 1955 cessò la produzione del modello a due volumi a passo corto. La versione a tre volumi e passo lungo venne sottoposta ad un leggero rifacimento estetico che si concentrò principalmente nella zona dei fari. Venne anche montata una nuova versione di questo motore che forniva, secondo la pubblicità, una potenza di 75 kW (100 hp). Non ci furono altre modifiche fino al 1959 quando si concluse la produzione della vettura.